# سیارک ۱۴۷

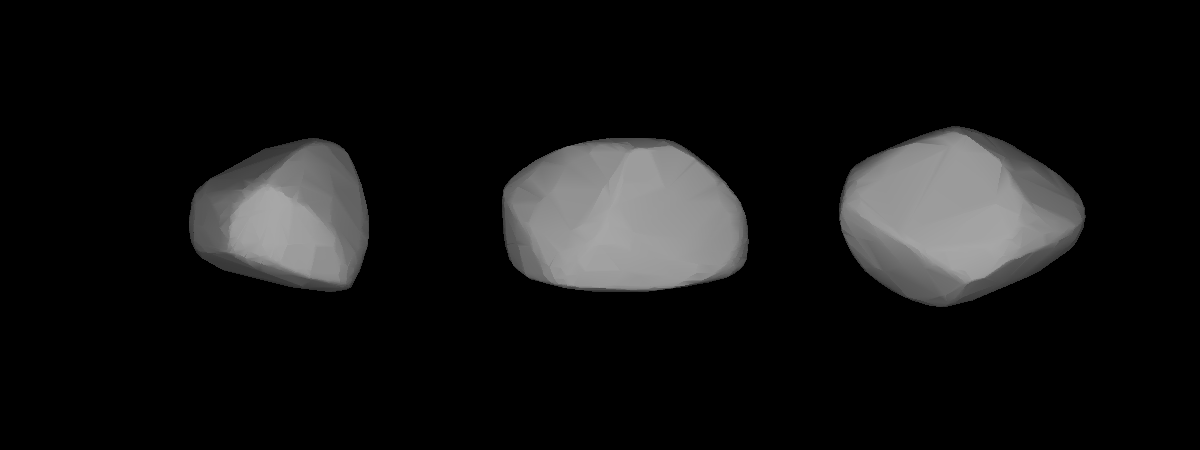
مدل سه‌بُعدی سیارک ۱۴۷ بر طبق منحنی نور آن

سیارک ۱۴۷ (به انگلیسی: 147 Protogeneia) صد و چهل و هفتمین سیارک کشف شده‌است که در ۱۰ ژوئیه ۱۸۷۵ و در وین کشف شد.
قدر مطلق سیارک برابر ۸٫۲۷ است.